# Axberg (småort)
För andra betydelser, se Axberg.

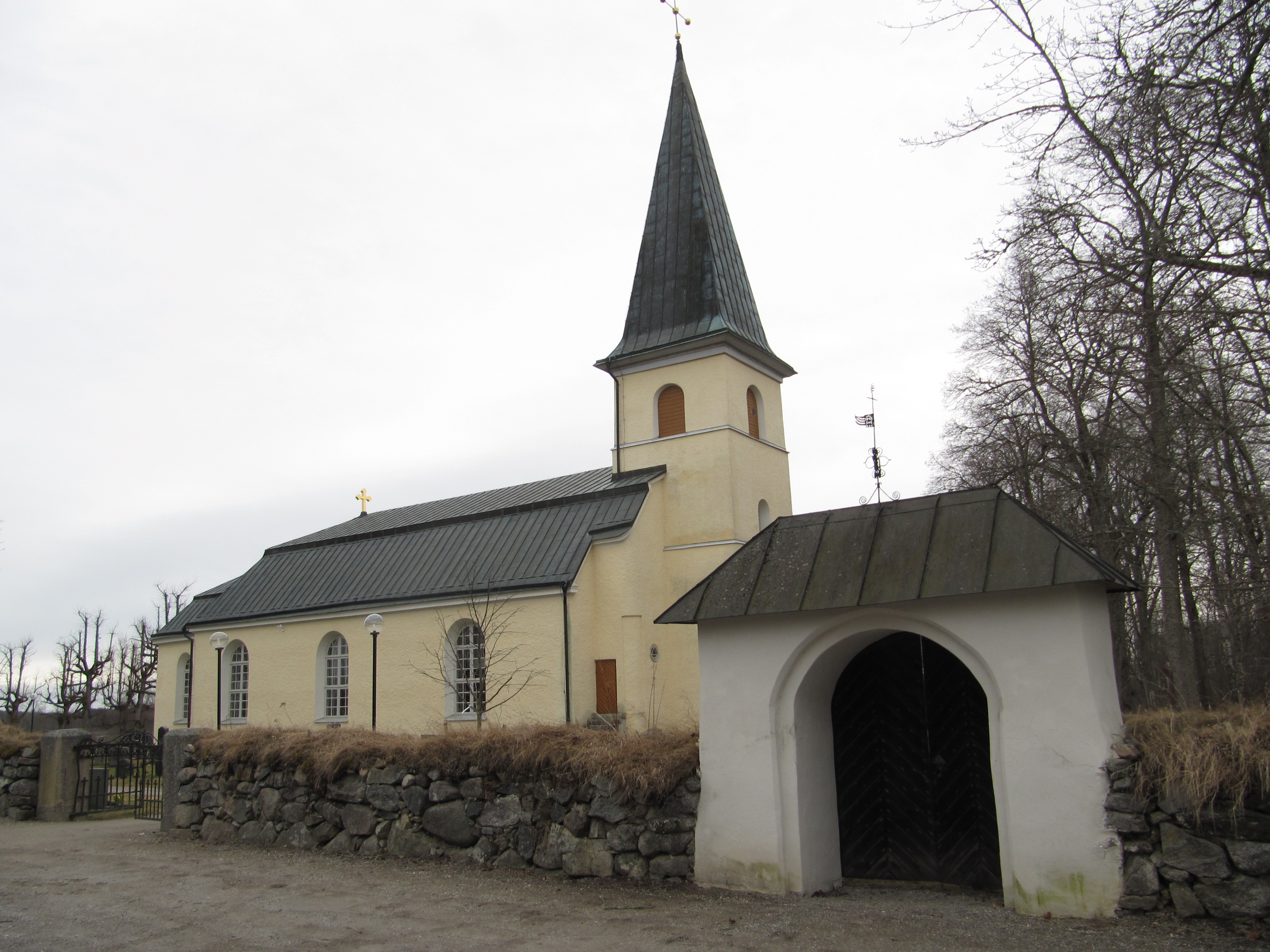
Axbergs kyrka. Stigluckan till höger.

Axberg är en ort i Örebro kommun och kyrkbyn i Axbergs socken. Byn är belägen c:a 12 km norr om Örebro centrum. 
I byn Axberg ligger Axbergs kyrka, den tidigare prästgården (idag privatbostad), den tidigare folkskolan (idag församlingshem) och ett tiotal gårdar.

## Idrott
Axbergs IF är en idrottsförening som har sitt säte i Ölmbrotorp, några km norr om Axberg.

### Webbkällor
- Axberg i Nordisk familjebok (andra upplagan, 1904)